# Kallikles (Sohn des Eunikos)
Kallikles (altgriechisch Καλλικλῆς Kalliklḗs), Sohn des Eunikos, war ein griechischer Bildhauer, der um 300 v. Chr. in Megara tätig war.
Er ist nur von einer Inschrift auf einer in Megara gefundenen Statuenbasis bekannt, auf der eine bronzene Porträtstatue stand. Die Datierung der Schaffenszeit des Kallikles wurde aus dem Schrifttyp der Künstlersignatur erschlossen. Ob es sich bei dem bei Plinius als Erzgießer von Philosophenstatuen erwähnten Kallikes um diesen Kallikles handelt ist unklar. Ein Verwandtschaftsverhältnis zu dem ebenfalls aus Megara stammenden Namensvetters Kallikles wurde vermutet, kann aber ebenfalls nicht als erwiesen gelten.